# Big Sandy (Montana)
Big Sandy – miasto w Stanach Zjednoczonych, w stanie Montana, w hrabstwie Chouteau.